# 桑植球蛛
桑植球蛛（学名：Theridion sangzhiensis）为球蛛科球蛛属的动物。在中国大陆，分布于湖南等地，常生活于洞穴的岩石凹入处或石缝间。该物种的模式产地在湖南桑植。